# Meconopsis bhutanica
Meconopsis bhutanica är en vallmoväxtart som beskrevs av Tosh.Yoshida och Grey-wilson. Meconopsis bhutanica ingår i släktet bergvallmor, och familjen vallmoväxter. Inga underarter finns listade i Catalogue of Life.